# Krateros (Makedonien)
Krateros (altgriechisch Κρατερός Kraterós) war der Günstling des Archelaos I. und regierte kurzzeitig Makedonien.
Über seine Familienverhältnisse ist nichts bekannt. Diodor überliefert, dass Krateros Archelaos aus Versehen während einer Jagd tötete. Aristoteles dagegen berichtet, dass ihm Archelaos eine seiner beiden Töchter zur Frau versprochen hatte. Die älteste Tochter verheiratete er jedoch mit Sirras, dem König von Elimeia, im Zuge eines Friedensschlusses und die jüngere mit seinem Sohn Amyntas. Dieser Wortbruch habe Krateros dazu bewogen, Archelaos zu töten. Eine andere, ebenfalls bei Aristoteles überlieferte Version berichtet, Krateros habe unter Beteiligung zweier Komplizen namens Dekamnichos und Hellenokrates aus Larissa den Mord am König aus Rache begangen, da dieser ihn sexuell missbraucht habe.
Spätestens nach wenigen Monaten oder gar nur Tagen der Regierung wurde Krateros von Orestes vom Thron verdrängt, wobei die neuere Forschung eine Regierungsübernahme durch Krateros generell verneint, so etwa R. M. Errington.